# Sarcopolia
Sarcopolia là một chi bướm đêm thuộc họ Noctuidae.